# チャールズ・ハワード (第3代ノッティンガム伯爵)
第3代ノッティンガム伯爵チャールズ・ハワード（英語: Charles Howard, 3rd Earl of Nottingham、1610年12月25日 – 1681年4月26日）は、イングランド貴族。ハワード家出身。

## 生涯
初代ノッティンガム伯爵チャールズ・ハワードと2人目の妻マーガレット（旧姓ステュアート、1639年8月4日没、第2代マリ伯爵ジェームズ・ステュアートの娘）の息子として、1610年12月25日に生まれ、クロイドンで洗礼を受けた。
1624年4月2日、シオバルズ・ハウスで騎士爵に叙された。1626年2月10日にオックスフォード大学クライスト・チャーチに入学、1627年3月15日にB.A.の学位を修得した。1632年にリンカーン法曹院に、1633年にグレイ法曹院に入学した。
1642年10月3日に異母兄チャールズが死去すると、ノッティンガム伯爵位を継承、12月19日に貴族院に初登院した。同年から1657年までキングストン・アポン・テムズのハイ・スチュワード（High Steward）を務めた。
ハワード家は莫大な財産を有したが、傍系である第3代ノッティンガム伯爵が継承したものは少なく、ブリストルに住み、国王からの年金1,000ポンドを頼りに生活した。この年金は支払いが度々延滞した上、1646年に一旦500ポンドに減額されたが、1659年に1,000ポンドに戻され、イングランド王政復古の後の1661年7月末に再確認された。
王政復古の後、1660年4月27日に登院して貴族院特権委員会の委員に任命され、以降1660年仮議会が終わるまで6割以上の出席率を維持した。1661年から1669年までは度々貴族院に登院したが、1670年から1673年までは病気を理由に全く出席せず、1675年4月には大蔵卿の初代ダンビー伯爵トマス・オズボーンの要請に応じて、ダンビー伯爵の盟友である第3代リンジー伯爵ロバート・バーティーを代理投票人に登録した。ダンビー伯爵は大蔵卿としての権力を用いて、ノッティンガム伯爵への年金支払いの遅滞を解消した。1677年2月に初代バース伯爵ジョン・グランヴィルを、1678年11月と1679年4月に初代トレライスのアランデル男爵リチャード・アランデルを代理投票人に登録した。
1679年4月1日に病身を押して登院したが、それを最後に登院しなくなり、1681年4月26日にモートレイクの自宅で死去、ライゲートで埋葬された。ノッティンガム伯爵位は廃絶、従属爵位だったエフィンガムのハワード男爵位は叔父ウィリアム（1600年9月2日没）の曽孫フランシスが継承した。遺言状で金貨、衣服、家具など合計で100ポンド以上の品物を使用人ジョン・シッドール（John Syddall）に贈り、残りは友人で遺言執行者を務めたリチャード・ソーン（Richard Thorne）に譲った。

## 家族
1627年6月30日までにアラベラ・スミス（Arabella Smith、1682年1月16日没、エドワード・スミスの娘）と結婚したが、2人の間に子供はいなかった。